# Walk (Avenged Sevenfold)
Walk è un singolo del gruppo musicale statunitense Avenged Sevenfold pubblicato il 10 luglio 2007, reinterpretazione dell'omonimo singolo del 1993 del gruppo musicale Pantera.

## Descrizione
Il brano è stato registrato, con la produzione di Terry Date (storico produttore dei Pantera) per il DVD All Excess del 2007, ed è incluso nella raccolta Diamonds in the Rough del 2008, e una sua versione del vivo è contenuta nell'album dal vivo Live in the LBC, ove è suonato dalla band alla Long Beach Arena con, al posto di M. Shadows, una persona presa del pubblico.